# Zenon Starkiewicz
Zenon Starkiewicz (ur. 7 stycznia 1906 w Kownie, zm. 5 lipca 1993) – major dyplomowany piechoty Wojska Polskiego, kawaler Orderu Virtuti Militari. Prezydent RP na Uchodźstwie, August Zaleski w 1963 mianował go pułkownikiem piechoty.

## Życiorys
Urodził się 7 stycznia 1906 w Kownie. W 1925 został słuchaczem Oficerskiej Szkoły Inżynierii w Warszawie. 11 sierpnia 1927 Prezydent RP mianował go podporucznikiem ze starszeństwem z dniem 15 sierpnia 1927 w korpusie oficerów łączności. 27 października 1928, po ukończeniu szkoły, otrzymał pierwszą lokatę i przydział do pułku radiotelegraficznego w Warszawie. 15 sierpnia 1929 awansował na porucznika ze starszeństwem z dniem 15 sierpnia 1929 i 1. lokatą w korpusie oficerów łączności. 27 czerwca 1935 awansował na kapitana ze starszeństwem z dniem 1 stycznia 1935 i 21. lokatą w korpusie oficerów łączności. W latach 1936–1938 był słuchaczem XVII Kursu Normalnego Wyższej Szkoły Wojennej w Warszawie. 26 lipca 1939 został przydzielony do sztabu Warszawskiej Brygady Pancerno-Motorowej na stanowisko dowódcy łączności. W składzie tej brygady walczył w kampanii wrześniowej. W maju 1940 walczył w kampanii norweskiej, będąc oficerem Oddziału III Sztabu Samodzielnej Brygady Strzelców Podhalańskich. 16 listopada tego roku przybył z 10 Brygady Kawalerii Pancernej do 1 batalionu strzelców podhalańskich. Dowódca 10 BKPanc gen. bryg. Stanisław Maczek udzielił mu pochwały za okres służby w brygadzie. 20 listopada dowódca 1 bsp ppłk dypl. Władysław Dec wyznaczył go na stanowisko I adiutanta.
W 1944, w czasie kampanii włoskiej dowodził 1 batalionem strzelców karpackich.
Prezydent RP na Uchodźstwie, August Zaleski mianował go pułkownikiem ze starszeństwem z dniem 19 marca 1963 w korpusie oficerów piechoty. 2 października 1967 będąc urzędnikiem brytyjskiej służby cywilnej, zamieszkałym w Londynie przy 18 York House Highbury Crescent, został naturalizowany. Zmarł 5 lipca 1993.

## Ordery i odznaczenia
- Krzyż Srebrny Orderu Wojennego Virtuti Militari nr 10747[13]
- Krzyż Kawalerski Orderu Odrodzenia Polski (3 maja 1961)[14]
- Krzyż Walecznych (dwukrotnie)
- Srebrny Krzyż Zasługi (22 maja 1939)[15]